# 小行星5566
小行星5566（英語：5566）是一颗围绕太阳公转的小行星。1991年11月11日，上田清二、金田宏在钏路市发现了此天体。
这颗小行星的绝对星等为310.29784等。